# Adwentystyczna Organizacja Pomocy i Rozwoju
Adwentystyczna Organizacja Pomocy i Rozwoju – międzynarodowa organizacja humanitarna działająca z ramienia Kościoła Adwentystów Dnia Siódmego, której celem jest wspieranie rozwoju społecznego i jednostki, przeciwdziałanie skutkom klęsk żywiołowych oraz realizacja innych projektów społeczno-charytatywnych. Rada Gospodarcza i Społeczna ONZ nadała Adwentystycznej Organizacji Pomocy i Rozwoju Generalny Status Doradczy w 1997.
Adwentystyczna Organizacja Pomocy i Rozwoju została założona w 1956. Obecnym prezydentem jest Michael Kruger. Ogólnoświatowa siedziba znajduje się w stanie Maryland, Stany Zjednoczone. Wartość udzielanej pomocy przekracza co rocznie 100 milionów dolarów. W roku 2019 wyniosła 324 miliony dolarów.

## Działalność
Adwentystyczna Organizacja Pomocy i Rozwoju współpracuje z innymi organizacjami, rządami, polepszając jakość życia milionów ludzi na całym świecie, działając na polach: zapewniania żywności, rozwoju ekonomicznego, opieki zdrowotnej, przeciwdziałania skutkom kataklizmów, dostępu do oświaty. Organizacja uważa, że godność jest nieodłącznym elementem każdej istoty ludzkiej, dlatego też jej działalność nie jest zamknięta na żadnego człowieka, przeciwnie – Adwentystyczna Organizacja Pomocy i Rozwoju służy wszystkim ludziom, bez względu na ich pochodzenie etniczne, poglądy polityczne czy religijne, płeć itd.
Oddziały Adwentystycznej Organizacji Pomocy i Rozwoju rozsiane są po całym świecie (118 krajów). Ponad 90% dochodu z darowizn przeznaczanych jest wyłącznie na projekty humanitarne. W 2019 r. programy organizacji objęły 14 milionów ludzi w skali całego świata.

## Adwentystyczna Organizacja Pomocy i Rozwoju w Polsce
Polski oddział Adwentystycznej Organizacji Pomocy i Rozwoju został powołany w 2009 roku, a od roku 2011 posiada status organizacji pożytku publicznego. Obecnym jego prezesem jest Karolina Wójcik-Kozłowska.